# Royal Football Club Seraing (1922)
Il Royal Football Club Seraing, più semplicemente noto come Seraing (e fino al 2015 come Seraing United), è una squadra di calcio belga con sede a Seraing. Milita in Challenger Pro League, la seconda serie del campionato belga.
Fondato nel 1922 col nome di Sporting Club de Boussu-Bois, con sede a Boussu, nel 2014 il titolo sportivo della squadra è stato acquistato da un gruppo di azionisti guidati da Bernard Serin, già presidente del Metz. Questi trasferirono la squadra a Seraing, ribattezzandola inizialmente Seraing United, riprendendo i colori sociali e l'antico stadio della squadra sparita nel 1996 per poi, l'anno seguente, riprenderne anche lo storico nome Royal Football Club Seraing. Ciononostante, non esiste alcun legame tra la nuova società e quella antica.
Visto come la squadra satellite del Metz, il Seraing gioca le sue partite casalinghe allo Stade du Pairay. I colori sociali sono il rosso e il nero.

## Storia
Nel 2021 il Seraing conclude il campionato di Tweede klasse al 2º posto, ottenendo, al termine dello spareggio contro il Waasland Beveren, la promozione in Prima divisione dopo 25 anni di attesa per la città.

## Organico

### Rosa 2024-2025
Aggiornata al 15 novembre 2024.
| N. |                        | Ruolo | Calciatore         |
| -- | ---------------------- | ----- | ------------------ |
| 1  | Senegal (bandiera)     | P     | Ousmane Ba         |
| 2  | Belgio (bandiera)      | D     | Sacha Marloye      |
| 4  | Francia (bandiera)     | D     | Marvin Tshibuabua  |
| 6  | Belgio (bandiera)      | D     | Noah Solheid       |
| 7  | Guinea (bandiera)      | C     | Mohamed Camara     |
| 8  | Belgio (bandiera)      | C     | Nils Schouterden   |
| 9  | Senegal (bandiera)     | A     | Pape Moussa Fal    |
| 10 | Senegal (bandiera)     | C     | Saliou Faye        |
| 12 | Belgio (bandiera)      | A     | Antoine Bernier    |
| 14 | Belgio (bandiera)      | C     | Valentin Guillaume |
| 15 | Senegal (bandiera)     | D     | Cheikhou Ndiaye    |
| 16 | Lussemburgo (bandiera) | P     | Timothy Martin     |
| 17 | Francia (bandiera)     | D     | Sandro Trémoulet   |

| N. |                           | Ruolo | Calciatore         |
| -- | ------------------------- | ----- | ------------------ |
| 18 | Rep. del Congo (bandiera) | D     | Morgan Poaty       |
| 19 | Algeria (bandiera)        | A     | Zakaria Silini     |
| 20 | Francia (bandiera)        | C     | Abou Ba            |
| 21 | Belgio (bandiera)         | D     | Junior Sambu       |
| 23 | Belgio (bandiera)         | C     | Christophe Lepoint |
| 25 | Francia (bandiera)        | D     | Mahamadou Dembélé  |
| 27 | Francia (bandiera)        | C     | Sambou Sissoko     |
| 29 | Nigeria (bandiera)        | A     | Ejaita Ifoni       |
| 40 | Ghana (bandiera)          | D     | Daniel Opare       |
| 52 | Belgio (bandiera)         | A     | Noah Serwy         |
| 61 | Senegal (bandiera)        | P     | Pape Mamadou Sy    |
| 67 | Belgio (bandiera)         | C     | Matteo Renzulli    |
| 99 | Senegal (bandiera)        | D     | Moustapha Mbow     |

### Rosa 2023-2024
Aggiornata al 17 febbraio 2024.
| N. |                         | Ruolo | Calciatore           |
| -- | ----------------------- | ----- | -------------------- |
| 1  | Belgio (bandiera)       | P     | Timothy Galjé        |
| 2  | Guinea (bandiera)       | D     | Abdoulaye Sylla      |
| 3  | RD del Congo (bandiera) | D     | John Nekadio         |
| 4  | Francia (bandiera)      | D     | Marvin Tshibuabua    |
| 6  | Belgio (bandiera)       | C     | Mathieu Cachbach     |
| 8  | Francia (bandiera)      | D     | Gérald Kilota        |
| 9  | Benin (bandiera)        | A     | Désiré Segbé Azankpo |
| 10 | Ciad (bandiera)         | A     | Marius Mouandilmadji |
| 12 | Belgio (bandiera)       | A     | Antoine Bernier      |
| 14 | Belgio (bandiera)       | C     | Valentin Guillaume   |
| 15 | Senegal (bandiera)      | D     | Cheikhou Ndiaye      |
| 16 | Lussemburgo (bandiera)  | P     | Timothy Martin       |
| 17 | Francia (bandiera)      | D     | Sandro Trémoulet     |

| N. |                           | Ruolo | Calciatore         |
| -- | ------------------------- | ----- | ------------------ |
| 18 | Rep. del Congo (bandiera) | D     | Morgan Poaty       |
| 19 | Algeria (bandiera)        | A     | Zakaria Silini     |
| 20 | Francia (bandiera)        | C     | Abou Ba            |
| 21 | Belgio (bandiera)         | D     | Junior Sambu       |
| 23 | Belgio (bandiera)         | C     | Christophe Lepoint |
| 25 | Francia (bandiera)        | D     | Mahamadou Dembélé  |
| 27 | Francia (bandiera)        | C     | Sambou Sissoko     |
| 29 | Nigeria (bandiera)        | A     | Ejaita Ifoni       |
| 40 | Ghana (bandiera)          | D     | Daniel Opare       |
| 52 | Belgio (bandiera)         | A     | Noah Serwy         |
| 61 | Senegal (bandiera)        | P     | Pape Mamadou Sy    |
| 67 | Belgio (bandiera)         | C     | Matteo Renzulli    |
| 99 | Senegal (bandiera)        | D     | Moustapha Mbow     |

### Rosa 2022-2023
Aggiornata al 12 febbraio 2023.
| N. |                           | Ruolo | Calciatore           |
| -- | ------------------------- | ----- | -------------------- |
| 1  | Belgio (bandiera)         | P     | Timothy Galjé        |
| 2  | Guinea (bandiera)         | D     | Abdoulaye Sylla      |
| 4  | Francia (bandiera)        | D     | Marvin Tshibuabua    |
| 5  | Camerun (bandiera)        | C     | Steve Mvoué          |
| 6  | Belgio (bandiera)         | C     | Mathieu Cachbach     |
| 7  | Capo Verde (bandiera)     | A     | Vagner Gonçalves     |
| 8  | Francia (bandiera)        | D     | Gérald Kilota        |
| 10 | Ciad (bandiera)           | A     | Marius Mouandilmadji |
| 12 | Belgio (bandiera)         | A     | Antoine Bernier      |
| 14 | Belgio (bandiera)         | C     | Valentin Guillaume   |
| 15 | Belgio (bandiera)         | C     | Sami Lahssaini       |
| 16 | Lussemburgo (bandiera)    | P     | Timothy Martin       |
| 17 | Francia (bandiera)        | D     | Sandro Trémoulet     |
| 18 | Rep. del Congo (bandiera) | D     | Morgan Poaty         |

| N. |                         | Ruolo | Calciatore         |
| -- | ----------------------- | ----- | ------------------ |
| 20 | Francia (bandiera)      | C     | Abou Ba            |
| 21 | Belgio (bandiera)       | D     | Junior Sambu       |
| 23 | Belgio (bandiera)       | C     | Christophe Lepoint |
| 25 | Francia (bandiera)      | D     | Mahamadou Dembélé  |
| 27 | Francia (bandiera)      | C     | Sambou Sissoko     |
| 29 | Nigeria (bandiera)      | A     | Ejaita Ifoni       |
| 30 | Francia (bandiera)      | P     | Guillaume Dietsch  |
| 35 | Portogallo (bandiera)   | D     | Sérgio Conceição   |
| 40 | Ghana (bandiera)        | D     | Daniel Opare       |
| 52 | Belgio (bandiera)       | A     | Noah Serwy         |
| 61 | Algeria (bandiera)      | A     | Zakaria Silini     |
| 67 | Belgio (bandiera)       | C     | Matteo Renzulli    |
| 99 | Senegal (bandiera)      | D     | Moustapha Mbow     |
|    | RD del Congo (bandiera) | D     | John Nekadio       |

### Rosa 2021-2022
| N. |                           | Ruolo | Calciatore         |
| -- | ------------------------- | ----- | ------------------ |
| 1  | Belgio (bandiera)         | P     | Timothy Galjé      |
| 4  | Senegal (bandiera)        | D     | Wagane Faye        |
| 5  | Francia (bandiera)        | C     | Rayan Djedje       |
| 6  | Francia (bandiera)        | C     | Théo Pierrot       |
| 7  | Ciad (bandiera)           | A     | Marius             |
| 8  | Francia (bandiera)        | D     | Gérald Kilota      |
| 9  | Georgia (bandiera)        | A     | Georges Mikautadze |
| 10 | Francia (bandiera)        | C     | Abou Ba            |
| 11 | Costa d'Avorio (bandiera) | A     | Ali Sanogo         |
| 12 | Belgio (bandiera)         | C     | Antoine Bernier    |
| 15 | Belgio (bandiera)         | C     | Sami Lahssaini     |
| 17 | Belgio (bandiera)         | C     | Mathieu Cachbach   |
| 18 | Rep. del Congo (bandiera) | D     | Morgan Poaty       |
| 20 | Marocco (bandiera)        | D     | Yahya Nadrani      |
| 21 | Belgio (bandiera)         | D     | Junior Sambu       |

| N. |                    | Ruolo | Calciatore          |
| -- | ------------------ | ----- | ------------------- |
| 22 | Belgio (bandiera)  | P     | Maxime Mignon       |
| 24 | Francia (bandiera) | D     | Benjamin Boulenger  |
| 28 | Belgio (bandiera)  | D     | Elias Spago         |
| 29 | Belgio (bandiera)  | C     | Bassim Boukteb      |
| 30 | Francia (bandiera) | P     | Guillaume Dietsch   |
| 36 | Gambia (bandiera)  | A     | Ablie Jallow        |
| 37 | Belgio (bandiera)  | D     | Francesco D'Onofrio |
| 40 | Ghana (bandiera)   | D     | Daniel Opare        |
| 51 | Belgio (bandiera)  | D     | Robin Denuit        |
| 52 | Belgio (bandiera)  | A     | Noah Serwy          |
| 57 | Francia (bandiera) | C     | Maïdine Douane      |
| 61 | Algeria (bandiera) | A     | Zakaria Silini      |
| 65 | Belgio (bandiera)  | A     | Giacomo D'Asaro     |
| 88 | Francia (bandiera) | C     | Youssef Maziz       |